# Hans-Peter Dellwing
Hans-Peter Dellwing (* 15. März 1950) ist ein ehemaliger deutscher Fußballschiedsrichter.
Der in Osburg im Landkreis Trier-Saarburg lebende Dellwing leitete seit 1974 Spiele in den Ligen des Deutschen Fußball-Bunds. Er gehörte zu den ersten Spielleitern der neu geschaffenen 2. Bundesliga, in der er bis 1994 insgesamt 116 Partien leitete. Er gehört damit zu den wenigen Schiedsrichtern im DFB, die es auf über 100 Zweitligaeinsätze gebracht haben. Erst acht Jahre später (1982) leitete Dellwing sein erstes Spiel in der Bundesliga, in der er es auf insgesamt 117 Partien brachte. Im Jahr 1989 leitete er außerdem in Kaiserslautern das DFB-Supercup-Spiel des Pokalsiegers Borussia Dortmund gegen den Deutschen Meister FC Bayern München.
Von 1990 bis 1994 stand Dellwing auf der FIFA-Schiedsrichterliste und leitete drei A-Länderspiele sowie sechs Partien im Europacup.
Dellwing war zeitweise Präsident des damaligen rheinland-pfälzischen Bezirksligisten SG Osburg/Thomm.